# 콜린성

정의되지 않은 음이온 X^{−}와 N,N,N-트라이메틸에탄올암모늄 양이온

아세틸콜린의 구조

콜린성(영어: cholinergic) 또는 콜린작동성 약물은 아세틸콜린 및 뷰티릴콜린의 작용을 모방한 화합물이다. 일반적으로 "콜린"이라는 단어는 N,N,N-트라이메틸에탄올암모늄 양이온을 함유하는 다양한 4차 암모늄 염을 나타낸다. 대부분의 동물 조직에서 발견되는 콜린은 신경전달물질인 아세틸콜린의 주요 구성 요소이며 레시틴의 기본 구성 요소인 이노시톨과 함께 기능한다. 콜린은 또한 간에서 지방이 축적되는 것을 방지하고 지방이 세포로 이동하는 것을 촉진한다.

## 같이 보기
- 아드레날린성 (아드레날린작동성)
- 항콜린성 (항콜린작동성)
- 도파민성 (도파민작동성)
- GABA성 (GABA작동성)
- 몰리 (허브)
- 누트로픽
- 라세탐
- 세로토닌성 (세로토닌작동성)
- 신경절이전신경섬유 (preganglionic nerve fiber, 절전신경섬유)
- 아세틸콜린 수용체